# Глодишоареле (Бакау)
Глодишоареле (рум. Glodișoarele) насеље је у Румунији у округу Бакау у општини Секујени. Oпштина се налази на надморској висини од 316 m.

## Становништво
Према подацима из 2002. године у насељу је живело 265 становника, од којих су сви румунске националности.